# Amphoe Don Tum
L'Amphoe Don Tum (in thailandese: อำเภอดอนตูม) è un distretto (amphoe) della Thailandia situato nella provincia di Nakhon Pathom.